# Władysław Jabłonowski
Władysław Jabłonowski (vers 1841 - 9 janvier 1894 à Bourgas), médecin et ethnologue polonais. Il participe à l'insurrection de janvier. Colonel dans l'armée turque. Il est le frère de l'historien et journaliste Alexander Jabłonowski.